# Краткорепи мунгос
Краткорепи мунгос (лат. Urva brachyura) је врста сисара из реда звери и породице мунгоси (Herpestidae), припада роду Urva пореклом са полуострва Малезије, Суматре и Борнеа. 

## Опис
Краткорепи мунгоси достижу дужину главе и тела од око 35–49 центиметара. Реп је дуг око 17-25 центиметара, што је мање од 55% дужине главе и трупа. Достиже тежину од око 1-3 килограма. Крзно је тамносмеђе боје са благо жућкастим до наранџастим мрљама. Глава је прилично бледо маслинасте боје, образи и грло су зарђало жуто-браон, врат и стомак смеђи. Предње ноге и доња половина задњих ногу су црно-браон боје. Уши су кратке, црвенкасти нос је релативно велик. Краткорепи мунгос има по пет прстију на предњим и задњим ногама, од којих је први прилично кратак.
Зубна формула:
{\displaystyle {I3\cdot C1\cdot P4\cdot M2 \over I3\cdot C1\cdot P4\cdot M2}}

## Систематика, подврсте и дистрибуција
Краткорепог мунгоса први је научно описао 1837. године британски зоолог Џон Едвард Греј под именом Herpestes brachyurus. Међутим, род Herpestes, са египатским мунгосом (Herpestes ichneumon) као типском врстом , показало се да није монофилетичан и азијске врсте Herpestes су сврста у род Urva.
Краткорепи мунгос настањује полуострво Малезија, Суматру и Борнео. Четири подврсте су истакнуте у Приручнику за сисаре света;
- Herpestes brachyurus brachyurus (Gray, 1837) – Малезијско полуострво
- Herpestes brachyurus palawanus (Allen, 1910) – Палаван и Каламска острва
- Herpestes brachyurus rajah (Thomas, 1921) – Борнео
- Herpestes brachyurus sumatrius (Thomas, 1921) – Суматра

У оквиру врсте Herpestes brachyurus, описана је и подврста са острва Јава. Међутим, ова класификација се заснива само на једном примерку који потиче из зоолошког врта, и постоји неизвесност у вези са његовим стварним пореклом са Јаве. Додатно, постоји запис о сличној врсти мунгоса, означен као (Herpestes hosei) са острва Борнеа, али због недостатка додатних налаза, претпоставља се да би могао бити аберантни примерак краткорепог мунгоса.
Истраживање из 2015. године о филогенетским односима унутар рода Urva у југоисточној Азији указује на то да су мунгоси са острва Палаван и Каламских острва генетски ближи Urva semitorquatus (огрличасти мунгос) него краткорепом мунгосу (Urva brachyura). Поред тога, краткорепи мунгоси са Малезијског полуострва и Суматре су генетски индистинктни. Као резултат, препознате су само две подврсте: Urva brachyura brachyura са Малезијског полуострва и Суматре и Urva brachyura rajah са Борнеа. Ове две подврсте су генетски толико различите да би могле бити класификоване као засебне врсте. На основу генетских анализа, процењује се да је до раздвајања дошло пре око 6 милиона година.

## Начин живота
Краткорепи мунгос преферира хабитате примарних и секундарних шума, са израженом афинитетом према речним екосистемима. Ова врста је такође забележена како утиче на аграрне површине, посебно плантаже. На Малезијском полуострву, његово присуство је ограничено на низијске регије, док се на Борнеу може наћи до висине од 1280 метара надморске висине. У исхрани ове врсте доминирају мали кичмењаци и бескичмењаци, као и јаја, воће и корење. Краткорепи мунгоси су примарно дневне животиње које живе на земљи. Међутим, изгледа да могу и да се пењу.

## Угроженост
Краткорепи мунгоси су релативно распрострањени, чести на неким местима и такође се јављају у разним резерватима. Међународна унија за очување природе (IUCN) их је сврстала у категорију врста које су скоро угрожене, указујући на потенцијални ризик од смањења њихове популације у будућности.